# 維斯托維奇
49°39′13″N 23°27′34″E / 49.65361°N 23.45944°E
維斯托維奇（烏克蘭語：Вістовичі），是烏克蘭西部的村莊，隸屬利維夫州的桑比爾區。該村面積6.91平方公里，海拔高度265米，2024年人口575，人口密度每平方公里83.16人。
1. ↑  . rudkivska-gromada.gov.ua.   [2024-06-20]. （原始内容存档于2024-05-14） （乌克兰语）.